# Abaeté (patacho)
O Patacho Abaeté foi um veleiro com casco de madeira da Armada Imperial Brasileira. Esta foi a primeira e única embarcação da Marinha brasileira a utilizar este nome. Ele homenageia o povoado do estado do Pará que tem o mesmo nome, e esta localizado próximo aos rios Tocantins, Moju e Igarapé.

## História
Foi utilizada para reforçar a Força Naval legalista, que atuou contra os cabanos, na revolta Cabanagem (1835-1840), de cunho social ocorrida na então Província do Grão-Pará, na região norte do Brasil. O navio participou do combate em 4 de novembro de 1835 onde as forças do Império saíram vitoriosas.
Serviu na Estação do Pará, no período de 1839 a 1840.

## Tipo de embarcação
Patacho é um barco a velas, armado com dois mastros com uma vela de proa redonda a frente e a a ré com outra do tipo latina.